# Straßenbahn Naumburg
| Straßenbahn Naumburg               | Straßenbahn Naumburg        |
| ---------------------------------- | --------------------------- |
| Triebwagen 36 und 51 vor dem Depot |                             |
|                                    |                             |
| Streckenlänge:                     | 2,9 km                      |
| Spurweite:                         | 1000 mm (Meterspur)         |
| Stromsystem:                       | 600 Volt =                  |
|                                    |                             |
| Stationen                          | 9                           |
| Eröffnung                          | 15. September 1892          |
| Betreiber                          | Naumburger Straßenbahn GmbH |
| Linienfahrzeuge                    | 8                           |
| Arbeitsfahrzeuge                   | 2                           |
| Nostalgiefahrzeuge                 | 2                           |

Früheres Logo Naumburger Straßenbahn GmbH

Die Straßenbahn Naumburg verkehrt in der Stadt Naumburg (Saale) seit 1892 mit einigen Unterbrechungen, zwischen 1914 und 1991 auf einer ringförmigen Strecke – seit 1994 nur noch auf einem Teilstück hiervon. Die heute von der Naumburger Straßenbahn GmbH betriebene meterspurige Bahn wird im Volksmund Ille, Groschenhexe oder seit der DDR-Zeit häufig auch Wilde Zicke genannt. Sie ist heute der kleinste Straßenbahnbetrieb Deutschlands mit täglichem Betrieb und einer der kleinsten Europas.

## Geschichte

### Dampfstraßenbahn (1892–1906)

Straßenbahnlokomotive „Saale“ bei der Eröffnung des Betriebs am 15. September 1892 beim Depot

Mit dem Bau der Thüringer Bahn war 1846 der Naumburger Hauptbahnhof entstanden. Er liegt über einen Kilometer von der Altstadt entfernt und außerdem etwa 40 Meter tiefer. Der Bahnhof sollte jedoch besser an die Altstadt angebunden werden. Nachdem in den 1860er und 1880er Jahren zweimal das Projekt einer Pferdestraßenbahn in Naumburg gescheitert war, wurde 1889 ein städtisches Komitee zum Bau einer Straßenbahn gegründet. Wegen der starken Steigung kam eine Pferdestraßenbahn nicht in Frage, eine elektrische Straßenbahn war aber zu teuer, sodass das Komitee einen Betrieb mit Dampflokomotiven vorschlug. Nach der ursprünglichen Planung sollte die Strecke binnen weniger Jahre beträchtlich erweitert werden.

Dampfloks „Naumburg“ und „Saale“ in der Ausweiche Jägerplatz

1891 wurde dem federführenden Ingenieur Georg von Kreyfeld aus Halle schließlich die Konzession zum Betrieb der ersten Linie für eine Dauer von 40 Jahren erteilt. Der Bau verzögerte sich wegen Finanzschwierigkeiten aber um weitere Jahre. Von Kreyfeld verkaufte daraufhin die Konzession an ein Wittenberger Unternehmen. Dieses begann aber auch nicht mit dem Bau, sondern forcierte stattdessen eine elektrische Straßenbahn. Das Unternehmen wollte die Konzession deshalb wieder verkaufen. Die Stadt konnte nicht die nötigen Geldmittel aufbringen, weshalb am 18. Juni 1892 die Naumburger Straßenbahn Aktiengesellschaft gegründet wurde. Das nötige Kapital kam dadurch zusammen, dass zahlreiche interessierte Naumburger Bürger Anteile zeichneten.

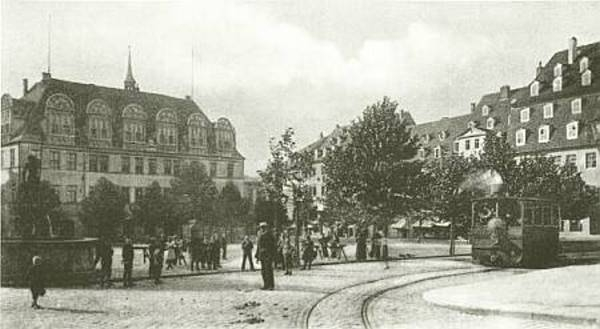
Ein Dampfstraßenbahnzug am Markt, Eingang Jakobstraße

Eine Woche später kaufte die neu gegründete Gesellschaft die Konzession mit der Option, dass nach deren Ablauf die Straßenbahn ins Eigentum der Stadt übergehen sollte. Kurz darauf begannen die Bauarbeiten. Im Juli erfolgte der Einbau der ersten Gleise und im September trafen die ersten Fahrzeuge in Naumburg ein. Die feierliche Eröffnung fand am 15. September 1892 statt. Die Einnahmen blieben in den ersten Jahren deutlich hinter den Erwartungen zurück, im April 1894 wurde der Betrieb für eine Woche eingestellt, da der tägliche Verlust 30 bis 40 Mark betrug. Auch geplante Erweiterungen der Strecke konnten wegen Geldmangels nicht ausgeführt werden. Es wurden daher auswärtige Kapitalgeber gesucht, die den Betrieb der Straßenbahn übernehmen sollten. Diese Versuche scheiterten, und so ging die Gesellschaft im Jahr 1900 in Konkurs und die Stadt übernahm zunächst den Betrieb der Straßenbahn, später auch deren Fahrzeuge und Anlagen.

Fahrschein der Naumburger Dampfstraßenbahn

Die finanziellen Probleme konnten in den folgenden Jahren beigelegt werden, aber die technischen Probleme nahmen zu und die Preußischen Staatseisenbahnen als Aufsichtsbehörde forderten eine komplette Erneuerung der Anlagen sowie neue Fahrzeuge. Unter Leitung des damaligen Oberbürgermeisters Kraatz wurde daher in den folgenden sechs Jahren die Umstellung der Straßenbahn auf elektrischen Betrieb geplant. Am 25. Oktober 1906 fuhr die Dampfstraßenbahn das letzte Mal. Die Fahrzeuge wurden bald darauf verkauft oder verschrottet.

### Elektrische Ringbahn (1907–1991)

Der offene Triebwagen 3 kurz nach der Elektrifizierung

Im Mai 1906 beschloss die Stadtversammlung den Bau eines Elektrizitätswerkes und einer elektrischen Straßenbahn, bereits vorher waren die ersten Arbeiten in Auftrag gegeben worden. Zunächst wurde der alte Streckenverlauf der Dampfbahn beibehalten und nur um einige hundert Meter vom Wenzelstor zum Salztor verlängert.
Im Oktober 1906 begannen die Bauarbeiten für die neue Strecke und die Elektrifizierung der alten Streckenabschnitte. Am 5. Dezember wurde die Konzession für den Betrieb erteilt. Zehn Tage später ging das Elektrizitätswerk in Betrieb und es konnten erste Probefahrten unternommen werden. Nach etwa zwei Monaten nahm die neue elektrische Straßenbahn am 2. Januar 1907 den Betrieb auf, es wurde im Zehn-Minuten-Takt gefahren. Eine Fahrt kostete zehn Pfennig. Die neue Straßenbahn erwirtschaftete einen Überschuss, sodass die Stadt als Eigentümer den Strompreis für die Bahn deutlich erhöhte.
Außer der vorgeschlagenen Ringbahn wurden in den folgenden Jahren mehrere Erweiterungspläne diskutiert, 1910 wurde die Strecke zunächst vom Salztor zur Michaelisstraße verlängert. Nachdem die weitere Streckenführung geklärt war, wurde 1914 schließlich der Ring über den Moritzberg zum Hauptbahnhof geschlossen. Von Ostern 1914 an fuhren die Bahnen in beiden Richtungen durch die Stadt. Weitere Streckenbauten wurden diskutiert, unter anderem wurde eine Strecke in das benachbarte Bad Kösen geplant. Zu einem Bau kam es jedoch nie.
Zur Zeit des Ersten Weltkriegs und der Inflation in den 1910er und 1920er Jahren wurde der Betrieb der Straßenbahn stark eingeschränkt und der Fahrpreis kräftig erhöht. Der Betrieb konnte mit diesen Maßnahmen noch bis Ende 1923 aufrechterhalten werden. Danach ruhte er bis zur Einführung der Reichsmark im Jahr 1924, vor allem weil die Fahrzeuge und Anlagen stark in Mitleidenschaft gezogen worden waren und ausgebessert werden mussten. Bis 1928 verbesserte sich die Situation, der Ring wurde wieder in beiden Richtungen befahren, nachdem wegen des Mangels an Fahrzeugen drei Jahre lang nur in eine Richtung gefahren werden konnte. Mit dem wirtschaftlichen Aufschwung wurden Stimmen laut, die eine Erweiterung des Streckennetzes forderten. Die Weltwirtschaftskrise der frühen 1930er Jahre verhinderte diese Maßnahme.
Trotz der Verbesserung der wirtschaftlichen Lage blieben die finanziellen Probleme der Bahn bestehen, vor allem, weil die Stadt immer noch den erhöhten Strompreis forderte, der mit der Gewinnsituation zu Beginn des elektrischen Betriebs eingeführt worden war. Die Arbeiter der Werkstatt hielten den Betrieb der Bahn dennoch aufrecht, auch wenn dafür zahlreiche Provisorien in Kauf genommen werden mussten. Da sich die vorhandene Straßenbahn als billigste Lösung erwies, wurde zu diesem Zeitpunkt nicht die Umstellung auf Oberleitungsbusse oder Omnibusse erwogen.
Eigentlich hätte die Straßenbahn am Ende der 1930er Jahre aus sicherheitstechnischen Gründen wieder eine Weile stillgelegt werden müssen, da sich der technische Zustand stark verschlechtert hatte. Dies verhinderte der Beginn des Zweiten Weltkriegs 1939. Als einzige Maßnahme wurde nur noch in einer Richtung durch den Ring gefahren. Nachdem mehrere Wagen mit größeren Schäden nicht mehr fahrbereit waren, wurde 1940 der Betrieb vorübergehend eingestellt, nach Reparatur der Fahrzeuge jedoch wieder aufgenommen. Von 1943 bis 1945 übernahm die Straßenbahn auch den Posttransport zwischen den beiden Postämtern am Bahnhof und am Straßenbahndepot, da der Post nicht mehr genügend Fahrzeuge zur Verfügung standen.
Am 12. April 1945, wenige Wochen vor Kriegsende, wurde die Stadt Naumburg durch einen amerikanischen Bombenangriff erheblich in Mitleidenschaft gezogen, auch die Straßenbahn wurde schwer beschädigt. Der Betrieb wurde erneut für mehrere Monate eingestellt. Ab September 1945 konnte der Betrieb wieder aufgenommen werden, jedoch in nur einer Richtung. Nachdem Naumburg zunächst von der US-Armee besetzt war, kam die Stadt später zur sowjetischen Besatzungszone und gehörte damit ab 1949 zur Deutschen Demokratischen Republik.
Mit Beginn des ersten Fünfjahrplans wurde die städtische Straßenbahn im Jahr 1950 in einen VEB(K), einen kommunalen volkseigenen Betrieb, umgewandelt. Mitte der 1950er Jahre wurden dann das Umspannwerk, die Werkstatt und die Wartehallen an den Haltestellen modernisiert und die Gleisanlagen erneuert.
Ab 1957 wurde der Ring nach rund 20 Jahren wieder in beiden Richtungen befahren, im Uhrzeigersinn fuhren die Züge als Linie 1, entgegen als Linie 2. Die Fahrgastzahlen stiegen kräftig an, vor allem weil zahlreiche Naumburger mit der Bahn zur Arbeit fuhren und die Straßenbahn als Zubringer zum Bahnhof nutzten. Nachdem die ersten Omnibuslinien in Naumburg den Verkehr aufgenommen hatten, war die Straßenbahn ab dem Ende der 1950er Jahre nicht mehr das alleinige Nahverkehrsmittel in der Stadt. Zur Rationalisierung wurde 1962 der schaffnerlose Betrieb eingeführt, wobei ein abgewandeltes System des OS-Betriebs Anwendung fand. Hierbei verzichtete man auf den Einbau der sonst üblichen, genormten Zahlboxen, und stattete stattdessen die Fahrpersonale mit primitiv zusammengezimmerten Sperrholzkästchen aus. Die Fahrpersonale, die nun am Hauptbahnhof den Wagen durchlaufen und die Fahrgäste abkassieren mussten, gaben den Holzkästchen schnell den spöttischen Namen „Bettelbüchse“.
Die Unattraktivität der Naumburger Straßenbahn ließ die Stadtverantwortlichen in den folgenden Jahren mehrfach – wie auch in anderen kleineren Städten der DDR – eine Einstellung des Betriebes erwägen.
Die Ölkrise 1973 sicherte allerdings vorerst den Weiterbetrieb der Straßenbahn, aus Halle wurden neun ältere Triebwagen der Firma Lindner übernommen, die vor allem das Platzangebot im Berufsverkehr verbessern sollten. Auch Erweiterungspläne für die Straßenbahn wurden wieder aufgestellt. Bei Plänen ist es jedoch geblieben. 1976 wurde die Ringbahn unterbrochen, da die Innenstadt zur Fußgängerzone umgebaut wurde und die Straßenbahn somit nicht mehr durch das Stadtzentrum fahren durfte. Im August 1979 wurde der Betrieb ein weiteres Mal komplett eingestellt, nachdem die Aufsichtsbehörde erhebliche Mängel festgestellt hatte. Eigentlich war eine Umstellung auf Busbetrieb vorgesehen. Der hohe Ölpreis führte zu einer erneuten Instandsetzung der Bahn und einen Monat später konnte der Betrieb wieder aufgenommen werden.

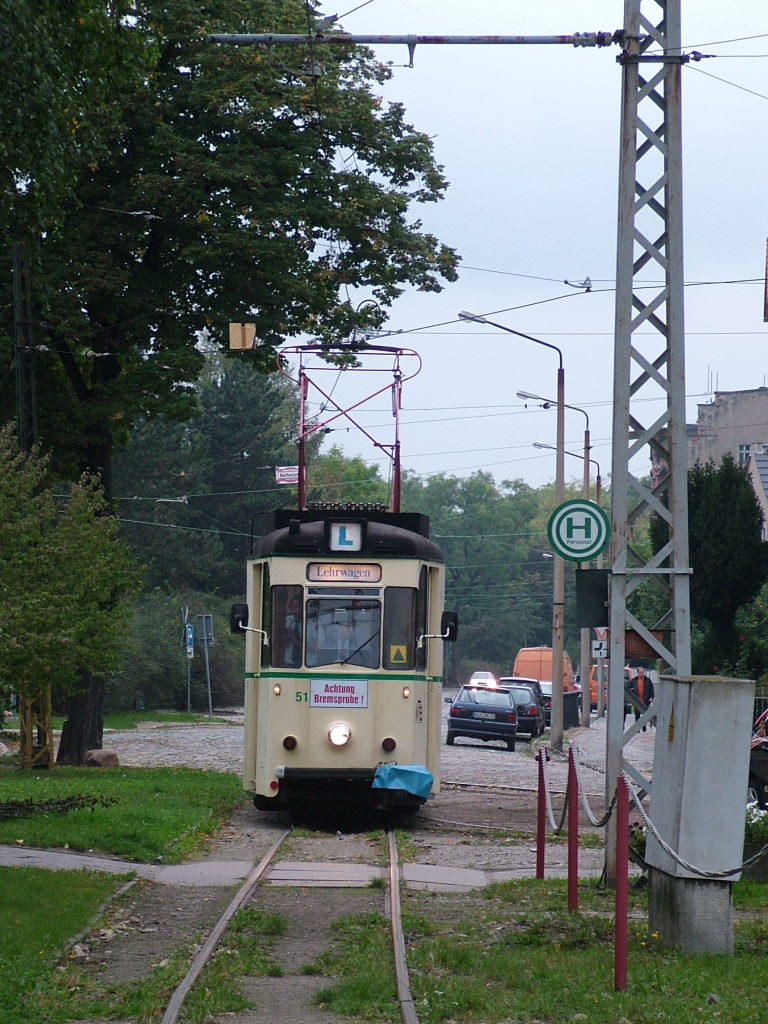
Triebwagen 51 auf Fahrschulfahrt

Ab 1980 wurden die Gleisanlagen weiter saniert und eine Wiederherstellung des Rings mit veränderter Streckenführung über die Stadtpromenade statt wie vorher über den Marktplatz geplant. Diese neue Strecke wurde ein Jahr später gebaut, damit war ab 1982 wieder ein Ringverkehr möglich. Gleichzeitig wurden in der gesamten DDR die Verkehrsunternehmen zu größeren Kombinaten zusammengefasst, wodurch die Naumburger Straßenbahn zum VEB Kraftverkehr Zeitz kam, der wiederum zum VE Verkehrskombinat Halle gehörte. Die Gleissanierung wurde wegen Materialmangels nur auf kurzen Teilstücken durchgeführt.
Im Januar 1986 wurde der Betrieb erneut eingestellt, um dringende Erneuerungen an beinahe allen Anlagen durchzuführen. Dieser Schritt wurde von vielen Beobachtern als heimliche Stilllegung betrachtet. Nach 18 Monaten Schienenersatzverkehr mit Omnibussen nahm die Straßenbahn dann jedoch im Juni 1987 wieder den Betrieb auf, zunächst in einer Richtung (Linie 1, entgegen dem Uhrzeigersinn). Mit der Übernahme erster Beiwagen befuhr die Straßenbahn den Ring fortan im Uhrzeigersinn, da der steigungsreiche Streckenabschnitt über den Moritzberg nur in dieser Richtung für Beiwagenbetrieb zugelassen war.
Mit der Wiedervereinigung Deutschlands und dem Übergang von der staatlichen Planwirtschaft zur Marktwirtschaft 1990 brachen, wie in vielen anderen Städten, aufgrund des zunehmenden Individualverkehrs und der Stilllegung ganzer Wirtschaftszweige die Beförderungszahlen stark ein. Andernorts wurden gebrauchte Straßenbahnwagen aus Westdeutschland beschafft oder die vorhandenen Fahrzeuge und Anlagen modernisiert, die Naumburger Straßenbahn stellte einen Sonderfall dar: Die vorhandenen Anlagen waren in sehr schlechtem Zustand und ließen ohne größere Umbauten nur den Einsatz von zweiachsigen Straßenbahnwagen zu, eine Sanierung hätte zwölf Millionen Deutsche Mark gekostet. Diese Summe konnte die Stadt nicht aufbringen, daher wurde die Einstellung der Straßenbahn und die Umstellung auf Oberleitungsbus- oder Omnibusbetrieb erneut diskutiert.
Einige Naumburger Bürger gründeten 1990 eine Initiativgruppe zur Erhaltung der Straßenbahn, die sich intensiv um die Beschaffung von Betriebsmitteln aus anderen Städten bemühte. Die zuständigen Behörden reagierten zu keiner Zeit auf die Angebote, auch ein Antrag auf Denkmalschutz wurde abgelehnt. Schließlich übernahm die Stadt die Straßenbahn und führte einige dringende Sanierungsarbeiten aus, mehrere Vorschläge für eine langfristige Sicherung des Betriebs wurden nicht realisiert. Im März 1991 endete die Konzession, zunächst lief der Betrieb allerdings weiter, bis am 18. August 1991 die Bahn erneut wegen Bauarbeiten außer Betrieb war.
Vorgesehen war, den Betrieb nach vier Monaten wieder aufzunehmen, doch der schleppende Verlauf der Bauarbeiten sorgte dafür, dass nicht alle Fördergelder in Anspruch genommen werden konnten. Die Bauarbeiten wurden daraufhin abgebrochen, die Strecke war an mehreren Stellen unterbrochen. Im April 1992 übernahm die Stadt offiziell die Straßenbahn von der Treuhandanstalt, die meisten Beschäftigten wurden entlassen und die übrigen auf der Fährlinie über die Saale eingesetzt.
Zum 100-jährigen Jubiläum der Straßenbahn im Jahr 1992 fanden einige Sonderfahrten auf einem kurzen Streckenstück am Depot statt, bald darauf wurden jedoch zum Bedauern des Vereins die verbliebenen Schienen an mehreren Stellen zugeteert, obwohl offiziell am Ziel eines Weiterbetriebs der Straßenbahn festgehalten wurde. Im folgenden Jahr hatten private Gesellschafter die Idee einer touristischen Straßenbahn, die die Zustimmung des Stadtrats fand.

### Wiederaufbau (1994–2005)

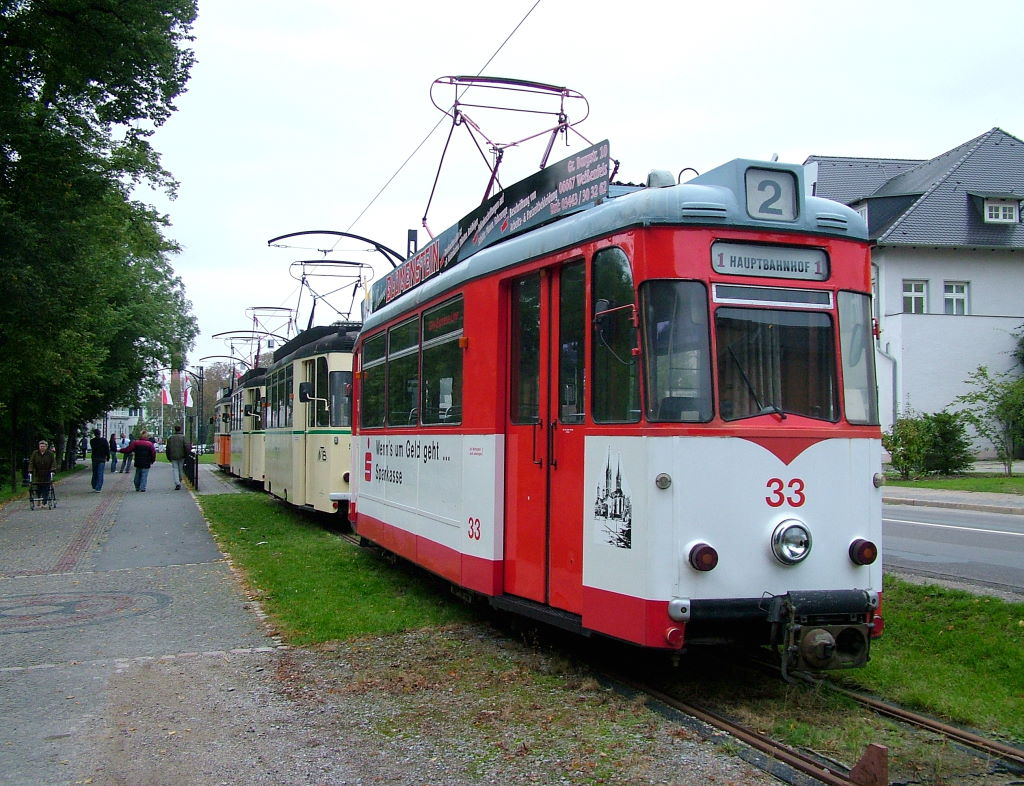
Wagenparade an der Vogelwiese, geführt vom Wagen 33 (heute in Chemnitz), dem ersten Wagen, mit dem die Straßenbahn 1994 ihren Betrieb wieder aufnahm

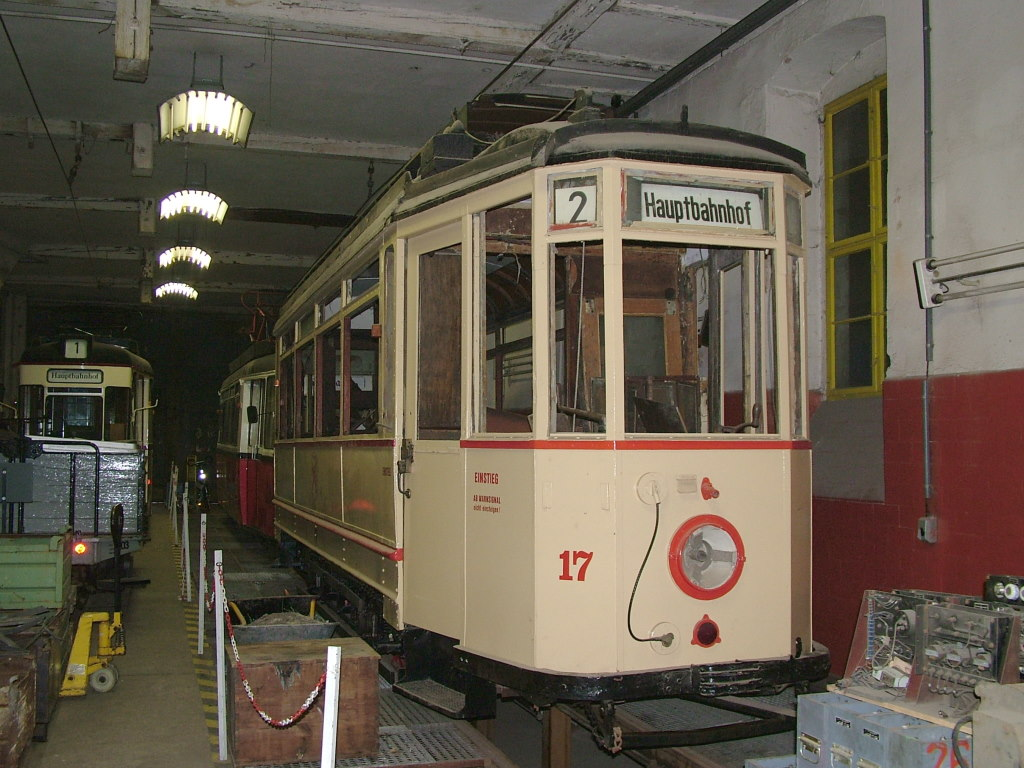
Der historische Triebwagen 17 während der Aufarbeitung im Depot

Am 14. März 1994 wurde die Naumburger Straßenbahngesellschaft mbH von den Gesellschaftern Andreas Plehn (Naumburg), Robert Wittek (Heidelberg), Günther Weiße (Naumburg) und Joachim Friedrich (Darmstadt) gegründet, die in erster Linie eine touristische Vermarktung der einzigen Ringstraßenbahn Europas anstrebte. Bald darauf begann diese Gesellschaft mit der Wiederherstellung einiger Teilstrecken des ehemaligen Rings. Mit der Unterstützung des Sammlers Friedrich, der eine größere Anzahl von Straßenbahnwagen besaß, konnten am 25. Juni 1994 mit einem Pferdebahnwagen die ersten Fahrten nach der Quasi-Stilllegung 1991 durchgeführt werden. Im November konnte die Gesellschaft auch die Fahrzeuge und Anlagen von der Stadt pachten, der auf 20 Jahre befristete Vertrag sah auch die Wiederinbetriebnahme der gesamten Ringstrecke vor. Zunächst wurde 1995 die Strecke vom Theaterplatz zum Jägerplatz wieder für elektrischen Betrieb hergerichtet.
In den folgenden Jahren bestimmte ein angespanntes Verhältnis zwischen Stadt und Gesellschaft den weiteren Ausbau: Während an einigen Stellen nicht mehr befahrbare Gleise erneuert wurden, wurden an anderen, nicht befahrenen Stellen die Gleise entfernt. Als Kompromiss verzichtete die Gesellschaft ab 1999 auf einen Wiederaufbau der Gleise vom Salztor über den Moritzberg zum Hauptbahnhof, erhielt dafür im Gegenzug von der Stadt eine Bestandssicherung über die Strecke vom Hauptbahnhof über Jäger- und Theaterplatz zum Salztor. Mit der Umgestaltung des Bahnhofsvorplatzes und der Überbauung der ehemaligen Trasse wurde der Ringschluss 1999 vorerst begraben, da die Straßenbahn nicht mehr vor den Bahnhof fahren konnte, sondern zunächst etwa 200 Meter südöstlich endete.
Ab 1999 war nach weiteren Sanierungsarbeiten ein Betrieb wieder zwischen Jägerplatz und Vogelwiese möglich. Seit April 1999 besitzt die Gesellschaft auch eine Genehmigung zum Linienbetrieb nach Fahrplan, für die vorherigen Fahrten musste jeweils eine Ausnahmegenehmigung beantragt werden. 2001 erklärte der damalige Oberbürgermeister Hilmar Preißer, die Trasse der Ringbahn werde weiterhin freigehalten, um eventuell doch einen späteren Ringbetrieb zu ermöglichen. Trotz dieser Ankündigung stimmte er im Stadtrat für den Rückbau der Gleise in der Roßbacher Straße, was ihm den Unmut der Straßenbahner und Naumburger Bürger einbrachte.
Zwei Jahre später konnte die erneuerte Trasse vom Jägerplatz bis zur vorläufigen Haltestelle Hauptbahnhof in Betrieb genommen werden, Ende 2005 wurde eine neue Endhaltestelle Hauptbahnhof vor dem Hotel Kaiserhof eingerichtet.

### Wiederaufnahme und Sicherung des Regelfahrbetriebs
Im Jahr 2006 fuhr die Straßenbahn erstmals wieder von Ostern bis Oktober an jedem Wochenende, am 31. März 2007 wurde der tägliche Verkehr wieder aufgenommen. Der Betrieb wurde unter dem Namen Naumburger TouristenBahn vermarktet. Sie verkehrt von Montag bis Freitag von 5.37 bis 20.44 Uhr und am Wochenende von 8.37 bis 20.44 Uhr halbstündlich zwischen Hauptbahnhof und Salztor. Bei Veranstaltungen in und um Naumburg wird der Fahrplan teilweise bis in die Nachtstunden erweitert, um den mit der Bahn anreisenden Gästen die Verbindung vom Hauptbahnhof in die Innenstadt zu ermöglichen. Außerdem können Sonderfahrten zusätzlich zum täglichen Fahrplan gebucht werden.
Da das Stadtbusnetz die Liniennummern 1 bis 3 umfasst, erhielt die Straßenbahn die Liniennummer 4, welche sie bereits zeitweise vor dem Start des Stadtbussystems besaß. Im Jahre 2007 feierte die Naumburger Straßenbahn neben dem 100-jährigen Jubiläum ihrer Elektrifizierung auch das eigene 115-jährige Bestehen. Mit Aufnahme des täglichen Betriebs stieg der Preis für eine einfache Fahrt von 1 Euro auf 1,50 Euro, (ermäßigt 1,00 Euro). Es sind aber auch Vier-Fahrten-Karten für 4,40 Euro (ermäßigt 3,00 Euro) erhältlich, zudem wird eine Tageskarte für 4,00 Euro (ermäßigt 3,00 Euro) angeboten, die neben der Straßenbahn auch in den Stadtbussen gilt. Ferner gibt es Zeitkarten (Wochenkarten, Monatskarten und Halbjahreskarten).
Ende 2008 begann die Neugestaltung der Haltestelle Theaterplatz, die zu einer „Rendezvous-Haltestelle“ für Straßenbahn und Bus umgebaut wird. Die Gleisbauarbeiten wurden im Dezember 2008 abgeschlossen. Die Gestaltung der Haltestelle und des angrenzenden Platzes begann am 22. Juni 2009.
Nachdem zwischen März 2007 und März 2008 mehr als 73 400 Fahrgäste die Straßenbahn im Linienverkehr genutzt hatten, wurde der tägliche Betrieb verlängert. Durchschnittlich beförderte die Straßenbahn damit über 200 Personen pro Betriebstag. Ab dem Jahresende 2009 fuhr die Bahn innerhalb eines vom Land Sachsen-Anhalt finanziell unterstützten Modellversuchs, nachdem die Kundenzahl auf über 120 000 gestiegen war. Die Förderung lief allerdings zum 30. April 2010 aus. Den beteiligten Behörden blieb bis dahin Zeit, die rechtlichen und finanziellen Voraussetzungen für den Weiterbetrieb zu klären. Anderenfalls hätte der Linienbetrieb, wie schon im Jahr 1991, aufgegeben werden müssen. Das Land Sachsen-Anhalt erklärte sich weiter zur finanziellen Beteiligung an den Kosten des Linienbetriebs bereit, jedoch mit der Maßgabe, dass die Straßenbahn in den regulären öffentlichen Personennahverkehr eingebunden wird. Dies lehnte der Burgenlandkreis als Träger des von ihm mitfinanzierten ÖPNV aufgrund der ihm dann entstehenden Mehrkosten in der Kreistagssitzung am 1. März 2010 ab. Hinter den Kulissen wurde weiter verhandelt, und Sachsen-Anhalts Verkehrsminister Karl-Heinz Daehre stellte finanzielle Mittel für den Weiterbetrieb in Aussicht: Durch die Novellierung eines Landesgesetzes wurde am 10. Dezember 2010 die Förderung der Naumburger Straßenbahn als Teil des ÖPNV mit Landesmitteln beschlossen. Somit ist erstmals seit der De-facto-Stilllegung im Jahr 1991 wieder ein unbefristet finanziell gesicherter Betrieb möglich.

### Weiterer Ausbau (ab 2014)
Am 11. November 2014 begannen mit einem symbolischen Spatenstich offiziell die Bauarbeiten zur Verlängerung von der Vogelwiese bis zum Salztor. Für die etwa 440 Meter lange Strecke wurden Schwellen ausgetauscht und das Gleisbett erneuert. Die Bauarbeiten wurden durch Spenden finanziert, bis 2014 waren über 100.000 Euro zusammengekommen. Am 24. August 2017 erfolgte der erste Spatenstich für den Wiederaufbau. Auf 140 Metern wurden die Gleise vollständig neu verlegt und auf den restlichen 290 Metern die vorhandenen Schienen ausgewechselt oder repariert. Am 1. Dezember 2017 begann der planmäßige Verkehr zum Salztor.
Am 14. September 2018 wurde die neue Straßenbahnhaltestelle Hauptbahnhof auf dem Aachener Platz eröffnet. (Aachen ist die Partnerstadt von Naumburg.) Das Land förderte die Neugestaltung des Bahnhofsvorplatzes mit 324.000 Euro.
2016 zählte die Naumburger Straßenbahn 134 000 Fahrgäste. In einer Pressemitteilung der Naumburger Straßenbahn vom 11. Januar 2019 wurde für 2018 ein neuer Rekord bei den Fahrgastzahlen angegeben. Die Gesamtzahl stieg auf 181 000 beförderte Personen, davon 178 600 im Regelverkehr. Dies entspricht 489 Fahrgästen pro Tag.
Im Oktober 2020 wurde eine vom Burgenlandkreis bei der TU Braunschweig in Auftrag gegebene Studie vorgestellt. Darin werden drei Varianten geprüft, wie die Straßenbahn Naumburg wieder zu einer Ringbahn aufgewertet werden kann. Eine Variante führt vom Salztor über Weimarer Straße, Moritzberg und Markgrafenweg zum Hauptbahnhof und entspräche damit etwa der alten Ringstrecke. Die zweite Variante führt über Kramerplatz, Freyburger Straße, Moritzplatz und dann weiter wie Variante 1 zum Hauptbahnhof. Die dritte Variante führt recht kurz vom Salztor über Kramerplatz, Lindenring und Postring zum Depot und entspräche damit ab Lindenring der Strecke, die bereits 1976 eingestellt wurde. Die TU Braunschweig befürwortet die zweite Variante, durch die auch der Dom unmittelbar angebunden würde. Falls auch das Busnetz an die neue Strecke angepasst und Parallelverkehre vermieden würden, ergäbe sich dadurch der größte Fahrgastzuwachs für die Straßenbahn. Die verschiedenen Varianten werden nun in den Gremien der Stadt diskutiert.
Anfang 2024 war die Finanzierung der jährlichen Defizite in sechsstelliger Höhe ab 2025 ungeklärt. Verhandlungen mit der Naumburger Straßenbahn GmbH zu einem Kauf durch den Burgenlandkreis führten bis dahin zu keiner Einigung beim Kaufpreis.
Ende 2024 wurde vom Burgenlandkreis bekanntgegeben, dass laut einer Sitzung des Kreistages vom 9. Dezember 2024 die Straßenbahn in den ÖPNV eingebunden werde, wie Landrat Götz Ulrich vorgeschlagen hatte. Damit gebe es von 2025 bis 2029 ohne weitere Probleme diejenigen finanziellen Zuschüsse, welche beispielsweise auch einem regelmäßigen Busverkehr auf selbiger Strecke entspräche. 
Somit sei der Bestand aktuell gesichert.

## Strecke
Die heute noch betriebene Strecke verläuft vom Hauptbahnhof zur nordwestlichen Ecke der historischen Altstadt, die umrundet den ehemaligen Mauerring nördlich und östlich und endet an dessen Südwest-Ecke. Die zentralen touristischen Attraktionen der Stadt Markt, Altstadt und Dom werden somit umfahren. Dies stellt einen Nachteil der Netzstruktur dar.
Die Streckenlänge beträgt derzeit etwa 2,9 Kilometer; der gesamte Ring war rund 5,4 Kilometer lang. Aktuell ist mit dem Abschnitt Hauptbahnhof–Salztor etwas mehr als die Hälfte der ehemaligen Ringstrecke in Betrieb. Auf einem Teil des vormaligen äußeren Rings zwischen den früheren Haltestellen Salztor und Moritzplatz sind die Schienen noch unter den Asphaltdecken der Straßen erhalten und können so Gegenstand der Gleisarchäologie sein. Zwischen Moritzplatz und Markgrafenweg wurden im Zuge der Straßensanierung die seitlich liegenden Gleise demontiert. Auf dem Hauptbahnhofsvorplatz wurde bei dessen Umbau die zweigleisige Haltestelle zunächst entfernt und vor das benachbarte „Hotel Kaiserhof“ verlegt. 2018 wurde eine neue eingleisige Haltestelle vor dem Bahnhof errichtet.
Kaum noch sichtbar ist der aufgegebene innere Ringabschnitt durch die Innenstadt über Postring, Lindenring, Herrenstraße, Markt, Jakobstraße zum Theaterplatz (heute Curt-Becker-Platz), welcher bis April 1976 befahren wurde. Es sind nur noch Gleisreste erhalten, unter anderem am Postring und auf dem Markt. Im Zuge von Straßenbauarbeiten zwischen Michaelisstraße und Moritzplatz 2007/2008 ist auch hier zwischenzeitlich alles demontiert worden und bei der Neugestaltung der Straßen kein Ersatz mehr vorgesehen. Somit enden die noch vorhandenen Gleise unter der Bitumendecke am Othmarsfriedhof.
Eine Überprüfung durch die Verkehrsbehörden in den Jahren 2003 bis 2006 ergab, dass die noch vorhandenen und außer Betrieb gesetzten Gleise aus der Zeit vor 1990 nicht mehr den aktuellen Sicherheitsrichtlinien entsprechen und getauscht werden müssten.

## Fahrzeuge

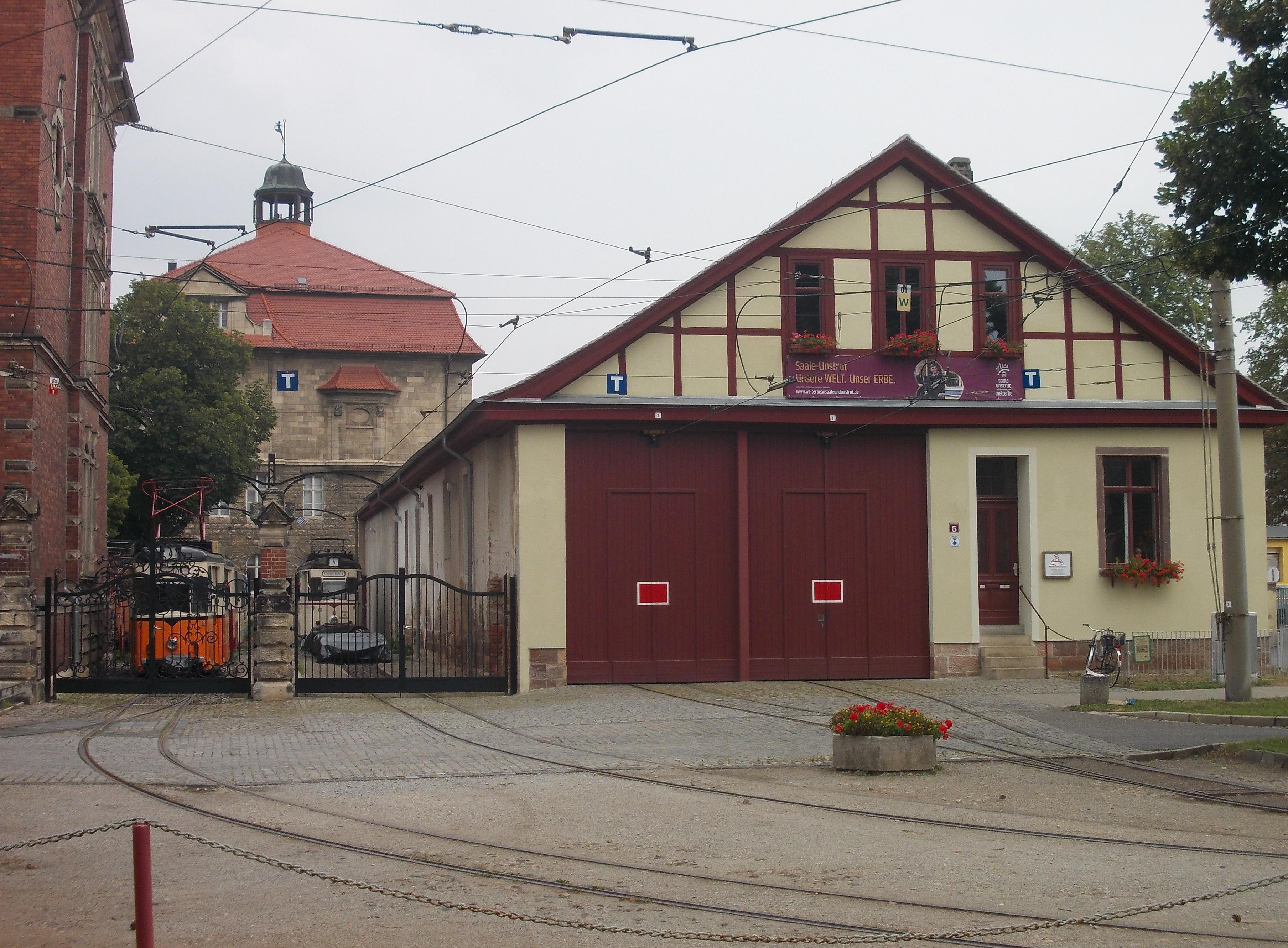
Depot und Verwaltungsgebäude der Naumburger Straßenbahn

In der ersten Hälfte der 1950er Jahre erhielt Naumburg zwei fabrikneue Straßenbahnwagen vom VEB Lowa Waggonbau Werdau zugeteilt. Dieser Typ LOWA ET50, der erste Einheitsstraßenbahnwagen der DDR, bewährte sich in Naumburg jedoch nicht. Daher wurden 1956/57 acht ältere Wagen von der Straßenbahn Leipzig übernommen, die zuvor in der Gothaer Waggonfabrik umgebaut und modernisiert worden waren. Ab 1980 wurde der Wagenpark wieder mit gebrauchten Fahrzeugen von der Straßenbahn Plauen und der Straßenbahn Nordhausen erneuert. Nachdem dadurch bereits zu DDR-Zeiten eine große Fahrzeugvielfalt vorhanden war, wurde diese Sammlung nach der Übernahme der Straßenbahn durch den Verein weiter komplettiert. So sind heute beinahe alle Typen vorhanden, die in der DDR für Straßenbahnen mit 1000 Millimetern Spurweite produziert wurden. Darüber hinaus existiert noch eine 1929 gebaute Güterlore der Gottfried Lindner AG.
Einige in Naumburg vom Verein gepflegte und restaurierte Fahrzeuge fahren mittlerweile als historische Straßenbahnen in Frankfurt (Oder), Jena und Chemnitz. Aus finanziellen Gründen mussten nach 1991 einige Fahrzeuge verschrottet oder an privat verkauft werden. So befindet sich unter anderem der ehemalige Triebwagen 25 seit Juni 2010 wieder als Museumstriebwagen in Stassfurt und der Wagenkasten des ehemaligen Beiwagen 13 (zuletzt als 007) als Barwagen in der Diskothek in der Kroppentalstraße in Naumburg. Von 1996 bis 2002 befand sich außerdem der von der Straßenbahn Neuenburg aus der Schweiz übernommene Schweizer Standardwagen Nummer 582 in Naumburg, er steht heute auf dem Freigelände einer Modellbahnausstellung in Wiehe. Der Triebwagen Tw18, 1956 vom VEB Waggonbau Gotha gebaut, wurde an das Straßenbahnmuseum Halle in Halle (Saale) (dort Tw15) abgegeben. Ein 1894 von SIG gebauter Pferdebahnwagen wurde im Februar 2025 an das Deutsche Pferdebahnmuseum Döbeln abgegeben.
| Triebwagen   |        |                      |               |          |                   |                                                                     |
| Bild         | Nummer | Hersteller           | Typ           | Baujahr  | In Naumburg seit  | Bemerkung                                                           |
|              | 17II   | Gottfried Lindner AG |               | 1928     | 1978              | in Betrieb, Museumswagen                                            |
|              | 23     | Gotha / LEW          | ET54          | 1956     | 29. Dezember 1981 | nicht betriebsfähig                                                 |
|              | 29     | Gotha / LEW          | ET54          | 1955     | 23. April 2004    | nicht betriebsfähig, seit 2019 abgestellt wegen Fristablauf         |
|              | 36     | Gotha / LEW          | T57           | 1960     | 18. November 2002 | nicht betriebsfähig, seit 2010 abgestellt wegen Fristablauf         |
|              | 37     | Gotha / LEW          | T57           | 1959     | 21. Februar 2003  | in Betrieb                                                          |
|              | 38     | Gotha / LEW          | T57           | 1960     | 20. Februar 2003  | in Betrieb                                                          |
|              | 50     | Raw Sw / LEW         | TZ 70/1       | 1971     | 8. September 2000 | nicht betriebsfähig, seit 2019 abgestellt wegen Fristablauf         |
|              | 51     | Raw Sw / LEW         | TZ 70/1       | 1973     | 25. Mai 2001      | in Betrieb                                                          |
|              | 202    | Gotha / LEW          | G4-65         | 1965     | 20. Februar 1999  | nicht betriebsfähig, als Einrichtungsfahrzeug derzeit nicht nutzbar |
| Beiwagen     |        |                      |               |          |                   |                                                                     |
| Bild         | Nummer | Hersteller           | Typ           | Baujahr  | In Naumburg seit  | Zustand                                                             |
|              | 1II    | LOWA                 | EB 50         | 1951     | 1985              | derzeit in Restaurierung zum Zweirichtungsbeiwagen                  |
|              | 14II   | Gotha                | B 57          | 1959     | 10. Januar 2003   | nicht betriebsfähig, abgestellt wegen Fristablauf                   |
|              | 19     | Raw Sw               | BZ70/1        | 1972     | 25. Mai 2001      | in Betrieb                                                          |
| Arbeitswagen |        |                      |               |          |                   |                                                                     |
| Bild         | Nummer | Hersteller           | Typ           | Baujahr  | In Naumburg seit  | Zustand                                                             |
|              | A 21   | Gottfried Lindner AG | Güterlore     | 1929     | 6. April 2004     | nicht betriebsfähig, abgestellt wegen Fristablauf                   |
|              | A 69   | Conrad Jörges KG     | Mehrzwecklore | 1963     | 1980              | nicht betriebsfähig                                                 |
|              | –      | Straßenbahn Naumburg | Schneepflug   | ca. 2010 | ca. 2010          | in Betrieb                                                          |

## Betrieb
Der regelmäßige Betrieb der Linie 4 findet von Montag bis Freitag von etwa 5:30 Uhr bis 21 Uhr und an Sonn- und Feiertagen von etwa 8:30 Uhr bis 21 Uhr statt. An Samstagen verkehren die Züge von etwa 8:30 Uhr bis 21 Uhr, wobei zwischen 10 und 17 Uhr drei Züge je Stunde, jedoch nicht in genauen Taktabständen, fahren. Mit dem Stadtbus 103 ergibt sich von Montag bis Freitag ein 15-Minuten-Takt vom Hauptbahnhof in die Innenstadt. Das Deutschlandticket wird als Fahrausweis von der Naumburger Straßenbahn anerkannt.
2024 wurde mit fast 300.000 Fahrgästen ein neuer Rekord erreicht.